# Franz Karl Burgmer
Franz Karl Burgmer (né le 28 février 1930 à Dürscheid et mort le 27 septembre 2017 à Bensberg,) est un homme politique et architecte allemand.

## Biographie
Franz Karl Burgmer étudie à l'école primaire et au lycée Albertus-Magnus de Bensberg, où il obtient son diplôme de fin d'études secondaires en 1948. De 1948 à 1952, il effectue un stage de maçon et un apprentissage de dessinateur. De 1952 à 1955, il est dessinateur et de 1955 à 1965 architecte et chef de chantier. Il travaille comme architecte indépendant de 1965 à 1971 et, en 1971, il devient architecte indépendant membre d'un cabinet d'architecture.

## Politique
Franz Karl Burgmer est membre de la CDU de 1955 jusqu'à sa mort. Il devient membre du comité exécutif du parti de la ville et du comité exécutif du parti de l'arrondissement de Rhin-Berg. De 1956 à 1974, il est conseiller municipal à Bensberg et également président du groupe parlementaire CDU de 1968 à 1974. Après la fusion des villes de Bensberg et de Bergisch Gladbach, il devient le premier maire du «nouveau» Bergisch Gladbach en 1975 et le restera jusqu'en 1984.
Franz Karl Burgmer est du 28 mai 1975 au 29 mai 1985 membre du Landtag de Rhénanie-du-Nord-Westphalie pour la 27e circonscription Arrondissement de Rhin-Berg I et pour la 24e circonscription Arrondissement de Rhin-Berg III.